# جان روآن
جان روآن (به انگلیسی: John Rowan) (۱۲ ژوئیه ۱۷۷۳ – ۱۳ ژوئیه ۱۸۴۳) سناتور سابق عضو حزب دموکرات ایالات متحده آمریکا بود. او در سال ۱۸۲۵ تا ۱۸۳۱ میلادی سناتور ایالت کنتاکی در سنای ایالات متحده آمریکا بود.